# 예인음악예술고등학교
예인음악예술고등학교는 전라북도 익산시 춘포면 인수리 294에 있었던 고등학교이다.

## 연혁
- 2000년 3월 : 예인피아노고등학교 개교
- 2001년 9월 : 예인음악예술고등학교로 교명 변경
- 2007년 10월 : 학교 운영 부실로 인해 폐교

## 사건 및 폐교
2007년 9월 이 학교에 재학 중이던 1학년 학생들이 수업을 거부하였다. 그 이유는 교원 수 미달과 열악한 학교 시설 때문이다. 이로 인해, 학생들은 인근 학교로 전학을 희망하였고, 결국 학교는 폐쇄되었다.